# Newport-on-Tay
Newport-on-Tay es una localidad situada en el concejo de Fife, en Escocia (Reino Unido), con una población estimada a mediados de 2016 de 4310 habitantes.
Se encuentra ubicada al sur del fiordo de Tay, a poca distancia de la ciudad de Dundee.